# Doug Woods
Doug Woods (1947. október 31. –) kanadai rali-navigátor.

## Pályafutása
1969-ben Walter Boyce navigátora lett, akivel 1970 és 1974 között öt alkalommal nyerték meg a kanadai ralibajnokságot.
A rali-világbajnokság három versenyén vett részt. 1973-ban az amerikai Bob Hourihan navigátoraként rajthoz állt a finn ralin. Honfitársával, Boyce-al további két versenyen szerepelt. 73-ban és 74-ben jelen voltak az Egyesült Államokban rendezett, Press-on-Regardless elnevezésű világbajnoki futamon. A 73-as versenyt megnyerték. Sikerük Kanada egyetlen, és a Toyota autógyár első rali-világbajnoki győzelmét jelentette.

### Rali-világbajnoki győzelem
| #  | Dátum              | Rali                | Versenyző    | Autó           | Összefoglaló |
| -- | ------------------ | ------------------- | ------------ | -------------- | ------------ |
| 1. | 1973. november 1-4 | Press on Regardless | Walter Boyce | Toyota Corolla | Összefoglaló |